# Kathleen Chalfant

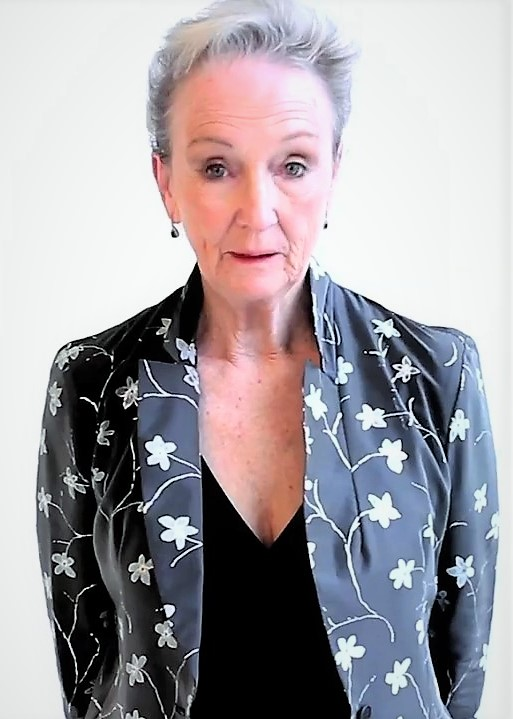

Kathleen Ann Chalfant (* 14. Januar 1945 in San Francisco, Kalifornien als Kathleen Ann Bishop) ist eine US-amerikanische Theater- und Filmschauspielerin.

## Leben
Chalfant wuchs in Oakland auf. Ihr Vater war William Bishop, ein Offizier der Coast Guard. Sie studierte Schauspiel in New York bei Wynn Handman, Sanford Meisner und Alessandro Fersen. Seit 1981 tritt sie auch in Film und Fernsehen in Erscheinung, ihr diesbezügliches Schaffen umfasst rund 90 Produktionen.
1993 wurde sie für ihr Broadwaydebüt in Angels in America für den Tony Award als Beste Nebendarstellerin nominiert. 2018 erhielt sie den Obie Award für ihr Lebenswerk.
Seit 1966 ist sie mit Henry Chalfant, einem Fotografen und Dokumentarfilmer, verheiratet. Sie haben einen Sohn und eine Tochter.

## Filmographie (Auswahl)

### Film
| Jahr | Titel                                                              | Rolle                       |
| ---- | ------------------------------------------------------------------ | --------------------------- |
| 1987 | Pinguine in der Bronx Five Corners                                 | Mrs. Fitzgerald             |
| 1989 | Miss Firecracker                                                   | Miss Lily                   |
| 1990 | Geschichten aus der SchattenweltTales from the Darkside: The Movie | Dean                        |
| 1991 | Dangerous Music                                                    | Therapist                   |
| 1991 | Zum Schweigen verdammt Out of the Rain                             | Ruth                        |
| 1992 | Bob Roberts                                                        | Constance Roberts           |
| 1994 | Junior                                                             | Casitas Madres Rezeptionist |
| 1996 | MURDER and murder                                                  | Mildred                     |
| 1998 | The Last Days of Disco                                             | Zenia                       |
| 1998 | Side Streets                                                       | Nanda                       |
| 1999 | QM, I Think I Call Her QM                                          | Dr. Ruth Fielding           |
| 2000 | Company Man                                                        | Mother Quimp                |
| 2000 | Woman Found Dead in Elevator                                       | Woman                       |
| 2002 | Book of Kings                                                      | Nina                        |
| 2004 | Kinsey – Die Wahrheit über Sex Kinsey                              | Barbara Merkle              |
| 2007 | First Born                                                         | Mrs. Kasperian              |
| 2007 | Verführung einer Fremden Perfect Stranger                          | Elizabeth Clayton           |
| 2007 | The Last New Yorker                                                | Mimi                        |
| 2008 | Second Guessing Grandma                                            | Jean                        |
| 2009 | Duplicity – Gemeinsame Geheimsache Duplicity                       | Pam Frailes                 |
| 2012 | Lillian                                                            | Lillian Manning             |
| 2013 | Isn't It Delicious                                                 | Joan Weldon                 |
| 2013 | The Bath                                                           | Liz                         |
| 2013 | A Dream of Flying                                                  | Old Woman                   |
| 2017 | They Shall Not Perish: The Story of Near East Relief               | Mabel Elliot                |
| 2017 | Class Rank                                                         | Editor in Chief             |
| 2017 | In the Studio                                                      | Ilene                       |
| 2017 | Before/During/After                                                | Olga                        |
| 2018 | Hereditary – Das Vermächtnis Hereditary                            | Ellen Taper Leigh           |
| 2021 | Old                                                                | Agnes                       |

### Fernsehen
| Jahr      | Titel                                                               | Rolle               |
| --------- | ------------------------------------------------------------------- | ------------------- |
| 1978–1979 | The Edge of Night                                                   | Louise              |
| 1991      | American Playhouse                                                  | Mrs. Hauser         |
| 1992      | L.A. Law – Staranwälte, Tricks, Prozesse L.A. Law                   | Marlene Branson     |
| 1994      | All My Children                                                     | Rae Ella            |
| 1997      | Chaos City Spin City                                                | Mother Superior     |
| 1997–2000 | Prince Street                                                       |                     |
| 1999      | Der Sturm des Jahrhunderts Storm of the Century                     | Joanna Stanhope     |
| 2000      | The Beat                                                            | Mrs. Waclawek       |
| 2000      | Law & Order: Special Victims Unit                                   | Mrs. Nash           |
| 2001      | Criminal Intent – Verbrechen im Visier Law & Order: Criminal Intent | Priscilla Van Acker |
| 2001–2009 | Law & Order                                                         | Lisa Cutler         |
| 2001–2004 | The Guardian – Retter mit Herz The Guardian                         | Laurie Solt         |
| 2002      | Benjamin Franklin                                                   | Silence Dogood      |
| 2002      | A Death in the Family                                               | Aunt Hannah         |
| 2005      | Lackawanna Blues                                                    | Mrs. Carmichael     |
| 2006      | The Book of Daniel                                                  | Catherine Webster   |
| 2007      | Criminal Intent – Verbrechen im Visier Law & Order: Criminal Intent | Bessie Holland      |
| 2007      | Law & Order: Special Victims Unit                                   | Judge Cutress       |
| 2009      | Rescue Me                                                           | Sean's Ma           |
| 2009      | Georgia O’Keeffe Georgia O'Keeffe                                   | Mrs. Stieglitz      |
| 2009      | Mercy                                                               | Mrs. Borghouse      |
| 2012      | NYC 22                                                              | Ginny Williams      |
| 2013      | Elementary                                                          | Mrs. Clennon        |
| 2013      | Muhammad Ali's Greatest Fight                                       | Ethel Harlan        |
| 2013–2016 | House of Cards                                                      | Margaret Tilden     |
| 2014      | The Americans                                                       | Aunt Helen          |
| 2014      | Good Medicine                                                       | Coco LaRue          |
| 2014      | Forever                                                             | Gloria Carlyle      |
| 2014–2015 | The Strain                                                          | Abrahams Großmutter |
| 2014–2015 | Law & Order: Special Victims Unit                                   | Präsident Roberts   |
| 2014–2019 | The Affair                                                          | Margaret Butler     |
| 2015–2016 | Madam Secretary                                                     | Dean Ward           |
| 2017      | Doubt                                                               | Margaret Brennan    |
| 2019      | High Maintenance                                                    | Mamie               |
| 2024      | Familiar Touch                                                      | Ruth Goldman        |